# Cicely Tyson
Cicely Tyson (New York, 1924. december 19. – New York, 2021. január 28.) háromszoros Primetime Emmy- és Tony-díjas amerikai színésznő.

## Magánélete
17 éves volt, mikor egyetlen lánygyermeke megszületett. 1942. december 27-én, 18 évesen kötött házasságot Kenneth Franklinnel, aki 18 hónap együttélés után elhagyta őt. A házasságot hivatalosan 1956-ban bontották fel.
Az 1960-as években kezdődött a kapcsolata Miles Davis dzsessztrombitással, aki éppen válófélben volt Frances Taylor táncosnőtől. Miles Davies 1968 szeptemberében Betty Mabry soul és funk énekesnőt vette feleségül. Tyson és Davis 1978-ban újrakezdték kapcsolatukat. 1981. november 26-án házasodtak össze. A kaliforniai Malibuban és New York-ban éltek, amíg 1988-ban Tyson beadta a válópert. A válásukat 1989-ben mondták ki véglegesen, két évvel Davis 1991-es halála előtt.

## Fontosabb filmjei
Mozifilmek
- Az utolsó dühös ember (Odds Against Tomorrow) (1959)
- Ádámnak hívták (A Man Called Adam) (1966)
- Szerepjátszók (The Comedians) (1967)
- Magányos vadász a szív (The Heart Is a Lonely Hunter) (1968)
- Csibész (Sounder) (1972)
- A kék madár (The Blue Bird) (1976)
- Airport '79 – Concorde (The Concorde... Airport '79) (1979)
- Porontyjárat (Bustin’ Loose) (1981)
- Sült, zöld paradicsom (Fried Green Tomatoes) (1991)
- Gengszter (Hoodlum) (1997)
- Egy kutya miatt (Because of Winn-Dixie) (2005)
- Egy dühös asszony naplója (Diary of a Mad Black Woman) (2005)
- Családi gubancok (Madea's Family Reunion) (2006)
- Volt egyszer egy másik Amerika (Idlewild) (2006)
- A segítség (The Help) (2011)
- A kegyvesztett (A Fall from Grace) (2020)

Tv-filmek
- Egy év házasság (Marriage: Year One) (1971)
- The Autobiography of Miss Jane Pittman (1974)
- Wilma (1977)
- A szamaritánus: Mitch Snyder története (Samaritan: The Mitch Snyder Story) (1986)
- Hőhullám (Heat Wave) (1990)
- A fiam nélkül soha (The Kid Who Loved Christmas) (1990)
- Metamorfózis (Duplicates) (1992)
- Nincs menekvés (When No One Would Listen) (1992)
- A kortalan hős (Oldest Living Confederate Widow Tells All) (1994)
- Biztonság hitelbe (The Price of Heaven) (1997)
- Hétköznapi hős (Always Outnumbered) (1998)
- Flóra mama családja (Mama Flora's Family) (1998)
- A halál árnyékában (A Lesson Before Dying) (1999)
- Utórengés: Földindulás New Yorkban (Aftershock: Earthquake in New York) (1999)
- Ékszer (Jewel) (2001)
- Út a szabadsághoz – Rosa Parks története (The Rosa Parks Story) (2002)

Tv-sorozatok
- East Side/West Side (1963–1964, 25 epizódban)
- Gyökerek (Roots) (1977, egy epizódban)
- A jog hálójában (Sweet Justice) (1994–1995, 23 epizódban)
- Angyali érintés (Touched by an Angel) (2000, egy epizódban)
- Végtelen határok (The Outer Limits) (2000, egy epizódban)
- Esküdt ellenségek: Különleges ügyosztály (Law & Order: Special Victims Unit) (2009, egy epizódban)
- Hogyan ússzunk meg egy gyilkosságot? (How to Get Away with Murder) (2015–2020, tíz epizódban)
- Kártyavár (House of Cards) (2016, három epizódban)
- Cherish the Day (2020, hét epizódban)

## Díjai
- Oscar-díj – életműdíj (2018)
- Primetime Emmy-díj
  - legjobb női főszereplő (1974)
  - az év színésznője (1974)
  - legjobb női mellékszereplő (1994)
- Tony-díj
  - legjobb női főszereplő (2013)